# Time (sång)
Time är en låt som är gjord av Uzari & Maimuna. Den vann Vitrysslands nationella uttagning till Eurovision Song Contest 2015.

## Eurovision Song Contest
Låten Time tävlade i semifinal 1 i Eurovision Song Contest 2015 där de kom på plats 12 med 39 poäng och gick därmed inte vidare.